# 蕊官
蕊官，《红楼梦》人物，贾府买来的十二个唱戏的女孩子之一（其餘是：文官、寶官、玉官、齡官、菂官、藕官、茄官、芳官、葵官、豆官、艾官），詳見十二女伶，小旦。戏班解散后，她进薛宝钗房中。后被王夫人以“唱戏的女孩子，自然是狐狸精”为由，遂将众女伶逐出大观园，与藕官跟着尼姑圆信到地藏庵出家。 